# Gregory Benford

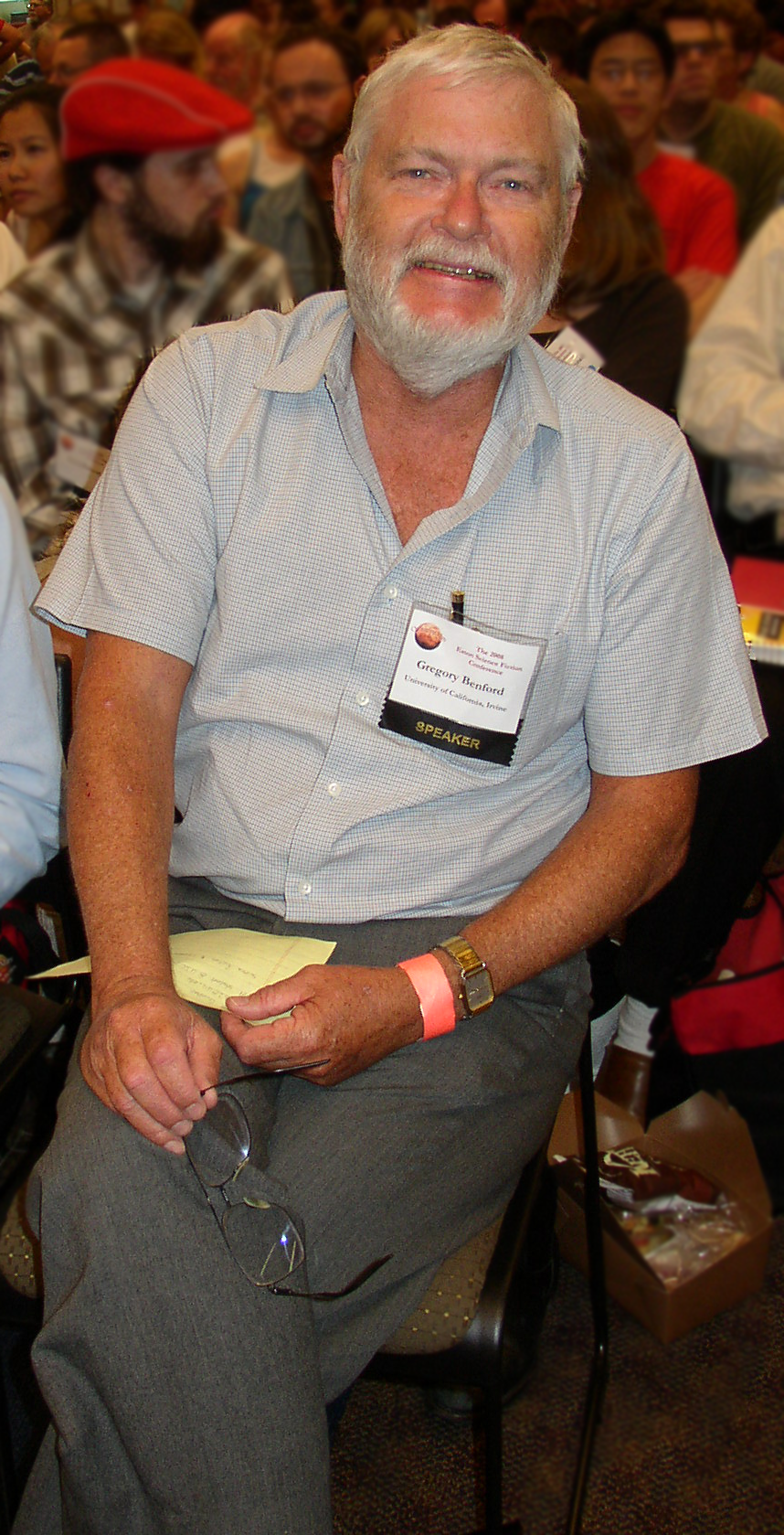

Gregory Benford (Mobile (Alabama), 30 januari 1941) is een Amerikaanse sciencefictionschrijver en natuurkundige aan de universiteit van Californië in Irvine.
Benford promoveerde in 1967 aan de universiteit van Californië in San Diego en trouwde in hetzelfde jaar met Joan Abbe.
Benford heeft een identieke tweelingbroer, Jim Benford, met wie hij samenwerkt aan SF-projecten en -verhalen. Benford startte zijn SF-carrière in het fandom, hij was een van de redacteurs van het tijdschrift voor fans (fanzine) Void.
Benford schrijft meestal harde sciencefiction, waarin hij het onderzoek verwerkt dat hij als practiserend wetenschapper verricht. Zijn grote doorbraak was de roman Timescape (1980), samen geschreven met de vrouw van zijn broer, Hillary Forester Benford. Deze tijdreisklassieker won de Nebula Award en de John W. Campbell Memorial Award.
In 1997 schreef hij Foundation's Fear, een deel van de trilogie die de oorspronkelijke Foundation serie van Isaac Asimov opvolgt. De andere twee delen zijn geschreven door David Brin en Greg Bear. Ook is Benford regelmatig redacteur van bloemlezingen.
Benford heeft vier nominaties voor de Hugo Award en twaalf voor de Nebula op zijn naam staan. Hij won zijn eerste Nebula in 1974 voor de 'novelette' If the Stars Are Gods (met Gordon Eklund).